# Mauritania Airlines
Mauritania Airlines (موريتانيا للطيران) – mauretańska linia lotnicza, założona w 2010 po bankructwie państwowej Air Mauritanie. Siedzibą przewoźnika jest Nawakszut, a główną bazą linii Port lotniczy Nawakszut.  
W 2025 linia realizowała połączenia do 14 portów lotniczych w 10 krajach Afryki Zachodniej oraz Hiszpanii.  

## Flota
Według stanu na lipiec 2025 flota Mauritania Airlines składała się z 6 samolotów pasażerskich o średnim wieku 11,6 lat:
| Samolot          | Samolot | Samolot   | Liczba miejsc | Liczba miejsc | Liczba miejsc | Uwagi |
| Model            | Aktywne | Zamówione | B             | E             | Łącznie       | Uwagi |
| ---------------- | ------- | --------- | ------------- | ------------- | ------------- | ----- |
| Boeing 737-700   | 1       | –         | 12            | 102           | 114           |       |
| Boeing 737-800   | 1       | –         | 16            | 144           | 160           |       |
| Boeing 737 MAX 8 | 1       | –         | 16            | 144           | 160           |       |
| Embraer ERJ-145  | 1       | –         | –             | 50            | 50            |       |
| Embraer ERJ-175  | 2       | –         | 12            | 64            | 76            |       |
| Łącznie          | 6       | 0         |               |               |               |       |